# Allenatore di calcio dell'anno (Francia)
È un premio calcistico assegnato dal quotidiano France Football sulla base dei voti espressi da una giuria di allenatori convocata dallo stesso magazine. Si assegna ogni dicembre.

## Albo d'oro
- 1971 - Abdelkader Firoud, Nîmes e Jean Prouff, Rennes
- 1972 - Jan Snella, Nizza
- 1973 - Robert Herbin, Saint-Étienne
- 1974 - Pierre Cahuzac, Bastia
- 1975 - Georges Huart, Metz
- 1976 - Robert Herbin, Saint-Étienne
- 1977 - Pierre Cahuzac, Bastia
- 1978 - Gilbert Gress, Strasburgo
- 1979 - Michel Le Milinaire, Stade Lavallois
- 1980 - René Hauss, Sochaux e Jean Vincent, Nantes
- 1981 - Aimé Jacquet, Bordeaux
- 1982 - Michel Hidalgo, Francia
- 1983 - Michel Le Milinaire, Stade Lavallois
- 1984 - Aimé Jacquet, Bordeaux
- 1985 - Jean-Claude Suaudeau, Nantes
- 1986 - Guy Roux, Auxerre
- 1987 - Jean Fernandez, Cannes
- 1988 - Guy Roux, Auxerre
- 1989 - Gérard Gili, Olympique Marsiglia
- 1990 - Henryk Kasperczak, Montpellier
- 1991 - Daniel Jeandupeux, Caen
- 1992 - Jean-Claude Suaudeau, Nantes
- 1993 - Luis Fernández, Paris Saint-Germain
- 1994 - Jean-Claude Suaudeau, Nantes

- 1995 - Francis Smerecki, Guingamp
- 1996 - Guy Roux, Auxerre
- 1997 - Jean Tigana, Monaco
- 1998 - Aimé Jacquet, Francia
- 1999 - Élie Baup, Bordeaux
- 2000 - Alex Dupont, Gueugnon e Sedan
- 2001 - Vahid Halilhodžić, Lilla
- 2002 - Jacques Santini, Olympique Lione e Francia
- 2003 - Didier Deschamps, Monaco
- 2004 - Paul Le Guen, Olympique Lione
- 2005 - Claude Puel, Lilla
- 2006 - Pablo Correa, Nancy
- 2007 - Pablo Correa, Nancy
- 2008 - Arsène Wenger, Arsenal
- 2009 - Laurent Blanc, Bordeaux
- 2010 - Didier Deschamps, Olympique Marsiglia
- 2011 - Rudi Garcia, Lilla
- 2012 - René Girard, Montpellier Hérault SC
- 2013 - Rudi Garcia, Lilla e Roma
- 2014 - Rudi Garcia, Roma
- 2015 - Laurent Blanc, Paris Saint-Germain
- 2016 - Zinédine Zidane, Real Madrid
- 2017 - Zinédine Zidane, Real Madrid
- 2018 - Didier Deschamps, Francia